# Islaz (okręg Teleorman)
Islaz – wieś w Rumunii, w okręgu Teleorman, w gminie Islaz. W 2011 roku liczyła 4416 mieszkańców.

## Położenie
Islaz znajduje się w historycznym regionie Oltenia, w pobliżu miejsca w którym Aluta uchodzi do Dunaju. Około 12 km na wschód znajduje się miasto Turnu Măgurele. Na południe od wsi znajdują się dwie rzeczne wyspy na Dunaju: Mare oraz Calnovăţ.

## Historia
W starożytności na miejscu obecnej miejscowości znajdował się największy rzymski fort w ramach Limes Transalutanus.
W 1848 roku w Islaz podpisano tzw. proklamację z Islaz w ramach Wiosny Ludów. Stwierdzała ona m.in. niepodległość ziem rumuńskich, a także równe prawa dla wszystkich mieszkańców, w tym także Żydów i Romów.